# Сезар Луис Меноти
Сесар Луис Меноти (на испански: César Luis Menotti, "El Flaco", Кльощавия) е аржентински треньор и футболист. Под негово ръководство Аржентина печели първата си световна титла през 1978 г.

## Кариера на играч
Меноти израства в квартал Фишертон на град Росарио, и играе за няколко местни клуба преди да бъде привлечен от скаути на Росарио Сентрал. Докато учи в химически техникум играе за младежки първенства, след което подписва с Росарио Сентрал. Играл е също за бразилския Сантош редом с Пеле както и за националния отбор на страната си.

## Ранни треньорски години
След отказването си от футбола Меноти се сприятелява с треньора Мигел Хуарес, с когото посещават Световното първенство в Мексико 1970 г. Впечатлен от стила на „кариоките“, водени тогава от неговия приятел Пеле, решава да се впусне в треньорското поприще.
Три години по-късно (1973 г.)печели Метрополитано с Хуракан с легендарната атакуваща линия Рене Хоусеман, Роке Авалай, Мигел Бриндизи и Омар Лароса, подкрепяни от халфа-ветеран Алфио Базиле и левия бек Хорхе Караскоса (капитан на тима).
След фиаското на Световното първенство в Германия 1974 г. Аржентинската футболна асоциация предлага договор на Меноти за национален селекционер. Дебютът му е срещу Испания (1:1) на 12 октомври 1974 г.

## Национален селекционер

### Подготовка за световното първенство
Преди Мондиала в Аржентина Меноти е изправен пред огромно предизвикателство: Аржентина има нула световни титли срещу три на Бразилия, като ѝ предстои домакинство на този най-висок футболен форум. За милионите привърженици на тима настроението преди шампионата е — всичко или нищо. Ситуацията се влошава и като политически климат през 1976 г. когато президентът Перон е свален от военна групировка, установила репресивен режим в страната.
След няколко случая, в които грандовете Ривър Плейт и Бока Хуниорс забраняват на ирачите си участия в националния отбор, Меноти започва от нулата като гради тим с футболисти предимно от провинциите Санта Фе и Кордоба. Много от тях са гръбнака на отбора до Световното първенство в Испания 1982 г.:защитникът Луис Галван, полузащитниците Ардилес, Галего и Кемпес и централния нападател Луке. Други се подвизават с национаната фланелка с променлив успех, като вратаря Уго Гати, братята Килер(Даниел и Марио), Мигел Овиедо и Даниел Валенсия.
Меноти следи с голямо внимание играта на Даниел Пасарела и Рене Хоусеман, въпреки че те играят в столицата.
Още един източник на таланти става националният младежки отбор, победител на турнира в Тулон 1975 г., включващ Алберто Тарантини и Хорхе Валдано, играч на испанския Алавес.
В подготовката през 1978 г. Меноти е подложен на обстрел заради присъствието в отбора на играчи като Хорхе Олгин вместо Висенте Перния, и Валенсия вместо Бочини. На вратата Уго Гати е пренебрегнат за сметка на Убалдо Фильол – играч с повече изява между двете греди, отколкото в полето пред тях. Неохотно е повикан и Норберто Алонсо – по предложение или натиск на адмирал Лакост, председател на Организационния комитет.
Така за Световното тренират 25 играча, от които според правилника на ФИФА трябва да бъдат извадени трима. Това са Нумберто Рафаел Браво, Виктор Ботаниз и 17-годишният Диего Марадона.

### Мондиал '78
Първоначалният състав на Меноти включва Фильол, Олгин, Галван, Пасарела, Тарантини, Ардилес, Галего, Валенсия, Хоусеман, Луке и Кемпес. В първия кръг без особени затруднения побеждава Франция и Унгария, но губи накрая от Италия, с което заема второ място в предварителната група. Така класирани домакините трябва да продължат участието си в Росарио.Леополдо Луке е определен за най-добър играч на първия кръг, но контузия на ръката и смъртта на неговия брат в автомобилна катастрофа повлияват сериозно на класата му. Меноти оставя резерви Хоусеман и Валенсия, изтегля Кемпес в средата и включва Даниел Бертони и Оскар Ортис като крила.
Победата с 2:0 над Полша е последвана от нулево реми срещу Бразилия. След победа на кариоките над Полша с 3:1 и Перу с 3:0 за място на финала аржентинците се нуждаят от обеда над Перу с повече от 3 гола.
Срещата завършва 6:0 в полза на домакините. След Мондиала има твърдения за платен подкуп на перуанците и натиск от длъжностни лица над футболистите, но така и нищо не се доказва.
Финалът срещу Холандия по всеобщо мнение е най-добрия на първенството. След превъзходство в по-голямата част от мача(Кемпес реализира за 1:0 първото полувреме) Аржентина се прибира в своята половина и позволява лалетата да се върнат в мача. В края на мача Нанинга изравнява и се стига до продължения. Бертони и Кемпес бележат за гаучосите и ги въвеждат в престижния клуб на световните шампиони. Страната празнува, военните извличат политически дивиденти, а Меноти се превръща в национален герой.

### Между 1978 г. и 1982 г.
В последните месеци на 1978 г. договорът на Меноти е удължен след дълги преговори, след които Аржентинската футболна асоциация се съгласява с поставените от него финансови и професионални условия. Екипът му включва помощник-треньорите Рохелио Пончини и Роберто Сапорити, както и фитнес-треньорът Рикардо Пицароти и лекаря Рубен Олива.
Следващата 1979 г. Меноти лети до Япония да „надзирава“ тренирания от Сапорити младежки национален отбор, който печели Световното първенство по футбол за младежи до 20 г.
Същата година Аржентина и Холандия играят демонстративен мач в Цюрих, спечелен от гаучосите с дузпи.
През 1980 г. отборът участва на Мундиалито в Уругвай, но отпада преди финала.
В контролите преди Мондиала в Испания '82 Меноти залага на защитата от шампионския състав но променя атаката, използвайки Марадона, Рамон Диас, Хуан Барбас и Хорхе Валдано.
Когата става ясно, че Аржентина се изправя срещу Белгия в първия мач от финалите, Меноти изказва хвалебствия по адрес на белгийците и особено на Ян Кулеманс. Седмици преди откриването Аржентина е въвлечена във Войната за Малвините, която губи и капитулира в деня на откриването.

### Световното първенство в Испания 1982 г.
Мрачната обстановка в Аржентина допринесе допълнително за загубата от Белгия на старта на Мондиала. Следват победи срещу Салвадор и Унгария. Във втората фаза аржентинците попадат в Група 3 заедно с Италия и Бразилия. През първото полувреме срещу Италия световните шампиони доминират, но италианците бележат 2 гола и печелят мача.
Срещу Бразилия тима на Меноти се представя кошмарно. Футболистите така и не намират ритъма на игра, Марадона е изгонен и след 1:3 отпада от надпреварата.
На това световно първенство Меноти залага на същата защита отпреди 4 години, но този път тя е доста бавна и уязвима, особено тандемът вдясно Олгин — Галван. В нападение Марадона и Диас единствено затрудняват противниковите играчи, Кемпес е извън форма отпреди шампионата и Меноти търпи доста критики за присъствието му на терена.
След всичко това логично следват персоналните трньорски промени. Спряганите имена са на Карлос Григол, Омар Пасториза и Карлос Билардо. Представянето на Естудиантес в Метрополитано 1982 г. накланя везните в полза на Билардо и той поема кормилото на представителния отбор.

## Кариера след националния отбор
През 1982 г. Меноти е назначен за треньор на Барселона, където взима Марадона в състава си. Последния обаче е контузен от Андони Гойкоечея, прекарва хепатит и каталунците се разделят с мечтите за титла. След оскъдния на титли престой(само една Купа на Краля), Барселона и "El Flaco" разделят пътищата си през 1984 г.
Оттогава Меноти редува работата си на треньор и лектор. През 80-те той е треньор на Ривър Плейт и Бока Хуниорс и достига до второ място с двата клуба. В своята работа на национално и клубно ниво Меноти залага на зоналната защитна тактика, както и „свиването“ на бранителите — неговата версия за засада, прийом за който има основен принос.
Следващите две десетилетия треньорът, световен шампион, работи с променлив успех в различни клубове, включително 15 месечния период с отбора на Мексико. Второто място с Индепендиенте през сезон 1996 г.-1997 г. е най-доброто му класиране на клубно ниво. Следва кратък престой в италианския Сампдория. През 2003 г. води Росарио Сентрал, но без успех. Две години по-късно отново застава начело на Индепендиенте, който по това време не е с претенции за титлата, но под натиск на феновете напуска по средата на сезона.
2006 г. и 2007 г. е треньор съответно на Пуебла и Текос в Мексико.